# ماديسون أندرسون
ماديسون سارا أندرسون بيريوس (من مواليد 10 نوفمبر 1995) عارضة أزياء وحاملة لقب ملكة جمال بورتوريكية أمريكية، توجت بمسابقة ملكة جمال الكون بورتوريكو 2019. ومثلت بلدها بورتوريكو في مسابقة ملكة جمال الكون 2019، وحلت في مركز الوصيفة الأولى .

## النشأة
وُلدت أندرسون في 10 نوفمبر 1995 في فينيكس ، أريزونا لأب أمريكي، آدم أندرسون، وأم بورتوريكو ، بيليندا بيريس.

## روابط خارجية
- ماديسون أندرسون على إنستغرام

| الجوائز و الإنجازات | الجوائز و الإنجازات            | الجوائز و الإنجازات |
| ------------------- | ------------------------------ | ------------------- |
| سبقه كيارا أورتيغا  | ملكة جمال الكون بورتوريكو 2019 | الحالي              |